# Unholy (песня)
«Unholy» — песня группы Kiss, первый трек их студийного альбома 1992 года Revenge.
Также песня была издана отдельным синглом. (Сингл вышел в мае 1992 года, незадолго до выхода самого альбома.)
Это был первый сингл Kiss с Джином Симмонсом на лид-вокале со времён песни «I Love It Loud», что вышла как сингл почти десять лет назад, в 1982 году.
Песня «Unholy» вошла в первую тридцатку в пяти странах мира (причём в Норвегии достигла 5 места). В США песня в «Горячую сотню» журнала «Билборд» (Billboard Hot 100) не попала.

## История создания
Джин Симмонс написал эту песню с Винни Винсентом (уволенным из Kiss восемью годами ранее). Лид-вокал исполняет Джин Симмонс.
«Энциклопедия KISS» отмечает, как после десяти лет (в 1980-е годы), во время которых Джин Симмонс отвлекался на карьеру в Голливуде и другие свои проекты (что отразилось на ряде довольно посредственных песен этого периода), на альбоме Revenge он вернулся к своей лучшей форме, «привнеся такие офигительные песни, как „Unholy“ и „Domino“».

## Композиция
«Энциклопедия KISS» называет песню «Unholy» «свирепым камбэком Симмонса и одной и самых тяжёлых и самых умных песен, когда-либо записанных группой» Kiss. По мнению энциклопедии, песня стоит в одном ряду с «Calling Dr. Love», «God of Thunder» и «I Love It Loud» как «одна из дефинитивных спетых Демоном композиций в жанре хэви-метал».
Идею этой песни Симмонс получил от песни «Unholy Love» в исполнении Доро Пеш с её альбома Doro (1990). (Автором песни «Unholy Love» был Адам Митчелл.)

## Видеоклип
«Энциклопедия KISS» называет видеоклип к этой песней мощным и впечатляющим (a tour de force). По словам автора энциклопедии, в этом клипе «бородатый, одетый в чёрное, с черепом на груди (прим. перев.: с черепом на майке) Симмонс выглядит круче и более зловеще, чем он выглядел за последние десять с лишним лет».